# 앤지 불
앤지 불 오도넬(영어: Angie Buhl O'Donnell)은 사우스다코타주 수폴스 출신의 미국 정치인으로 사우스다코타 상원의원 을 맡고 있다. 그녀는 2011년 1월부터 민주당원으로 미네하하 카운티의 15번째 선거구를 대표하고 있다.
4대째 사우스다코탄주인 불은 Aberdeen에서 태어나 Yankton에서 자랐다. 입양인인 그녀의 부모는 중소기업 소유주였다. 그녀는 2007년 사우스다코타 대학교에서 심리학 및 음악 학위를 취득했다.
2010년 불 오도넬은 동료 민주당 원인 현직 주 상원의원 Kathy Miles와 경쟁했다. 2010년 6월 8일에 열린 예비 선거에서 불 오도넬은 398표를 얻은 반면 Miles는 276표를 얻었다. 따라서 불은 지명되었고 공화당이나 무소속이 없었기 때문에 그녀는 반대 없이 총선에서 승리했다. 그녀는 2011년 1월에 취임했다. 불은 2012년에 두 번째 임기로 재선되었다.
불 오도넬은 공개적으로 양성애자이며 사우스 다코타 주의회 최초의 LGBT 의원이었다. 그녀의 2012년 재선 캠페인은 게이 및 레즈비언 승리 기금 의 지원을 받았다.